# Khaled Hourani
Khaled Hourani (in arabo خالد حوراني‎?; Hebron, 20 settembre 1965) è un artista, critico letterario, scrittore e curatore palestinese. Dal 2019, lavora come artista freelance a Ramallah, partecipando a mostre all'estero e in Palestina. Hourani è noto per il suo contributo alla scena artistica contemporanea di Ramallah e le sue opere visive sono incentrate sui temi della lotta e della resistenza palestinese.

## Primi anni di vita e istruzione
Nato a Hebron, Palestina, nel 1965, si è laureato in storia alla Hebron University nel 1987. Ha iniziato la propria carriera artistica negli anni Ottanta del Novecento.
Dal 2004 al 2006, Hourani ha lavorato nel Dipartimento di Arti Figurative del Ministero della Cultura palestinese, nel ruolo di Direttore Generale. Nel 2007, ha co-fondato l’International Academy of Art a Ramallah, Palestina, che, pur non essendo ufficialmente accreditata dall’Autorità Nazionale Palestinese, rappresenta una fonte non tradizione di educazione artistica per studenti e non. Hourani ne è stato il Direttore Artistico dal 2007 al 2010 e il Direttore Generale dal 2010 al 2013.
Hourani è noto per il suo progetto del 2011 Picasso in Palestine, che prese a prestito il dipinto di Picasso del 1943 Bust de Femme dal Van Abbemuseum (Paesi Bassi) e lo espose all’International Academy of Art di Ramallah. Il progetto, che ha richiesto due anni per essere completato, ha raccolto diverse centinaia di migliaia di dollari in finanziamenti e ha visto la costruzione di uno spazio museale di 4×4 metri, creato espressamente per soddisfare i criteri e i requisiti necessari a esporre il Bust de Femme. Il progetto è stato lodato dagli artisti palestinesi Sliman Mansour e Nabil Anani. Gran parte della produzione artistica di Hourani è incentrata sul Conflitto israelo-palestinese, ritraendo le proteste, la barriera di separazione israeliana e i paesaggi palestinesi.
Le opere di Hourani sono esposte in diversi musei e gallerie in tutto il mondo, tra cui: Van Abbemuseum (Eindhoven, Paesi Bassi), Barjeel Art Foundation (Sharjah, Emirati Arabi Uniti), Museo Guggenheim (Abu Dhabi, Emirati Arabi Uniti), Darat al Funun (Amman, Giordania), Dalloul Art Foundation (Beirut, Libano), Birzeit University Museum (Birzeit, Palestina), Mori Art Museum (Tokyo, Giappone), The Palestinese Museum (Birzeit, Palestina), Umm al-Fahem Museum (Umm al-Fahem, Palestina).
Nel 2019, Hourani ha pubblicato il suo romanzo In Search of Jamal El Mahamel, , che ripercorre la vicenda del dipinto “Jamal El Mahamel” di Sliman Mansour durante la rivolta libica contro Muammar al-Gheddafi.

## Mostre/gallerie
- (2019) Dispersed Crowds, personale alla Zawyeh Gallery, Ramallah, Palestina
- (2019) Picasso and Spanish exile, Musée d'art moderne et contemporain, Tolosa, Francia[2]
- (2017) Catastrophe e Power of Art, Mori Art Museum, Tokyo, Giappone[2]
- DOCUMENTA (13) Kassel, e KW Institute for Contemporary Art a Berlino, Germania[2]
- (2014) Prima retrospettiva al Centre for Contemporary Arts di Glasgow e alla Gallery One di Ramallah
- (2013) 2nd CAFA Biennale Museum, Pechino, Cina[2]
- (2012) Times Museum, Guangzhou, Cina[2]
- (2011) Sharjah Biennial, Sharjah, Arabia Saudita[2]

## Riconoscimenti
- (2019) The State of Palestine Appreciation Award for Art
- (2013) The Leonore Annenberg Prize, Creative Time for Art and Social Change in New York City [2]